# Richard Jungclaus
Richard Junglaus, né à Fribourg sur Elbe, le 17 mars 1905 et mort à Zavidovići en Bosnie-Herzégovine, le 14 avril 1945, était un SS-Gruppenführer et un Generalleutnant de la police. Il incarnait la plus haute fonction au sein de la Schutzstaffel (SS) pour la Belgique et le Nord de la France. En qualité d'Höhere SS- und Polizeiführer, il était placé directement sous les ordres d'Heinrich Himmler et ne dépendait donc pas du Militärverwaltungschef. Il fut également responsable de l'expansion et le dirigeant des mouvements belges de la SS : la 27e SS-Freiwilligen-Grenadier-Division Langemarck et la 28e SS-Freiwilligen-Grenadier-Division Wallonie. Dégradé, par Heinrich Himmler en personne en septembre 1944, il est affecté à une unité SS avec le grade de SS-Hauptsturmführer. Il meurt en opérations en avril 1945.

## Éléments biographiques
Fils d'un commerçant dans le secteur du textile, il entreprend des études en commerce en vue de reprendre l'entreprise familiale. En 1930, il intègre la SA et le NSDAP et passe ensuite, en 1931 à la SS. À partir de 1934, il exerce différentes fonctions au sein de la SS. D'octobre 1937 à novembre 1938, il commande la 12. SS-Standarte en Basse-Saxe et ensuite, jusqu'en avril 1942, la SS-Abschnitts IV.
Dès août 1940 et jusqu'en avril 1942, il était le conseiller de la SS néerlandaise et dépendait de l'état-major du chef supérieur de la SS et de la Police aux Pays-Bas, Hanns Albin Rauter.
En avril 1942, il attend l'ouverture du poste du représentant direct d'Himmler à Bruxelles pour la Belgique et le nord de la France. C'est chose faite le 1er août 1944, Richard Jungclaus endosse la fonction d'Höhere SS- und Polizeiführer (HSSPF Belgien und Nordfrankreich), chef supérieur de la SS et de la police pour la Belgique et le nord de la France, il ne le restera que brièvement, jusqu'au 16 septembre 1944. Après le débarquement allié, il ordonne la déportation de 5 000 otages belges vers le Reich. Le 3 septembre 1944 tandis que les Alliés  sont aux portes de Bruxelles, il change de posture et fait arrêter l'évacuation des prisonniers vers l'Allemagne et ordonne de les remettre aux mains de la Croix-Rouge. Selon Werner Wachsmuth (de), Richard Jungclaus a été personnellement dégradé par Heinrich Himmler le 16 septembre 1944. Il intègre alors la 7e SS-Freiwilligen-Gebirgs-Division Prinz Eugen et meurt au combat, le 14 avril 1945.

### Affaire dite du "Train fantôme"
Une des affaires les plus retentissantes fut celle dite du "Train fantôme" ,.
En septembre 1944, alors que les Alliés approchaient de Bruxelles, les Allemands ordonnèrent le transfert de 1500 prisonniers de la prison de Saint-Gilles vers les camps de concentration. Ce transfert devait se faire à l'aide d'un convoi au départ de la gare du Midi. Cela déclencha une suite rocambolesque de sabotages et de ralentissements délibérés de la part de mécaniciens et cheminots résistants ; le convoi passa 2 jours à transiter entre différentes gares de la région bruxelloise sans jamais progresser. Ce temps gagné permit à des négociateurs, dont Joseph Berryer et l'avocat Frédéric Eickhoff, de plaider leur cause auprès de Richard Jungclaus, ce qui permit finalement de libérer les centaines de prisonniers, qui étaient jusqu'alors restés entassés dans les wagons à bestiaux du convoi,.
Le chirurgien allemand, Werner Wachsmuth était intervenu dans le même sens auprès de Jungclaus. Craignant des représailles à l'encontre des 1200 patients allemands dont il avait la charge, il obtint que priorité d'évacuation leur soit donnée et, pour ce faire, que Jungclaus renonce à la déportation d'otages.

## Carrière militaire
| Grades militaires de Richard Jungclaus au sein de SS et de la police | Grades militaires de Richard Jungclaus au sein de SS et de la police |
| Date                                                                 | Grade                                                                |
| -------------------------------------------------------------------- | -------------------------------------------------------------------- |
| Avril 1935                                                           | SS-Sturmbannführer                                                   |
| Novembre 1936                                                        | SS-Obersturmbannführer                                               |
| Septembre 1937                                                       | SS-Standartenführer                                                  |
| Mai 1940                                                             | SS-Untersturmführer der Reserve (Waffen-SS)                          |
| Avril 1941                                                           | SS-Oberführer                                                        |
| Août 1941                                                            | SS-Obersturmführer der Reserve (Waffen-SS)                           |
| Avril 1942                                                           | SS-Brigadeführer                                                     |
| Juillet 1943                                                         | Generalmajor der Polizei                                             |
| Novembre 1943                                                        | SS-Gruppenführer und Generalleutnant Polizei                         |
| fin 1944                                                             | SS-Hauptsturmführer der Reserve (Waffen-SS)                          |